# Deeper Life
Deeper Life è il terzo album in studio della cantante statunitense Natalie Grant, pubblicato nel 2003.

## Tracce
1. Deeper Life – 4:22 (Jim Cooper, Christine Denté)
2. Days Like These – 3:26 (Natalie Grant)
3. Love Without Limits – 3:43 (Lowell Alexander, Bernie Herms)
4. Within Me – 4:09 (Allan Rich, Phil Sillas)
5. I Will Be – 4:10 (Paul Field, Grant, Herms)
6. Always Be Your Baby – 4:14 (Grant, George Teren)
7. That's When I'll Give Up (On Loving You) – 4:11 (Teren)
8. Salvation – 3:06 (Grant)
9. I Desire – 4:12 (Grant, Herms, Cindy Morgan)
10. Live for Today – 4:23 (Grant)
11. I Am Not Alone – 4:52 (Madeline Stone)
12. No Sign of It (Bonus Track) – 4:02 (Scott Cutler, Anne Preven)